# Aulx-lès-Cromary
Aulx-lès-Cromary település Franciaországban, Haute-Saône megyében. Lakosainak száma 158 fő (2022. január 1.). Aulx-lès-Cromary Neuvelle-lès-Cromary, Moncey, Palise, Thurey-le-Mont, Venise, Chambornay-lès-Bellevaux, Cromary és Sorans-lès-Breurey községekkel határos.

## Népesség
A település népességének változása:
| Lakosok száma | 146  | 160  | 166  | 167  | 163  | 159  | 155  | 156  | 158  |
|               | 2013 | 2015 | 2016 | 2017 | 2018 | 2019 | 2020 | 2021 | 2022 |